# Blackburn with Darwen
Blackburn with Darwen è una città con status di borough e autorità unitaria del Lancashire (contea cerimoniale), Inghilterra, Regno Unito, con sede a Blackburn.
Il distretto fu creato con il Local Government Act 1972, il 1º aprile 1974 dalla fusione del municipal borough di Blackburn, dal county borough omonimo, con il borough di Darwen, parte del distretto urbano di Turton e con parte del distretto rurale di Blackburn.

## Parrocchie civili
Le parrocchie civili, che non coprono l'area di Blackburn e Darwen, sono:
- Eccleshill
- Livesey
- North Turton
- Pleasington
- Tockholes
- Yate and Pickup Bank